# Oksana Bytjkova
Oksana Bytjkova (russisk: Оксана Олеговна Бычкова) (født 18. juni 1972 i Donetsk i Sovjetunionen) er en russisk filminstruktør og manuskriptforfatter.

## Filmografi
- Piter FM (Питер FM, 2006)[1][2]
- Pljus odin (Плюс один, 2008)